# بازار سیاه

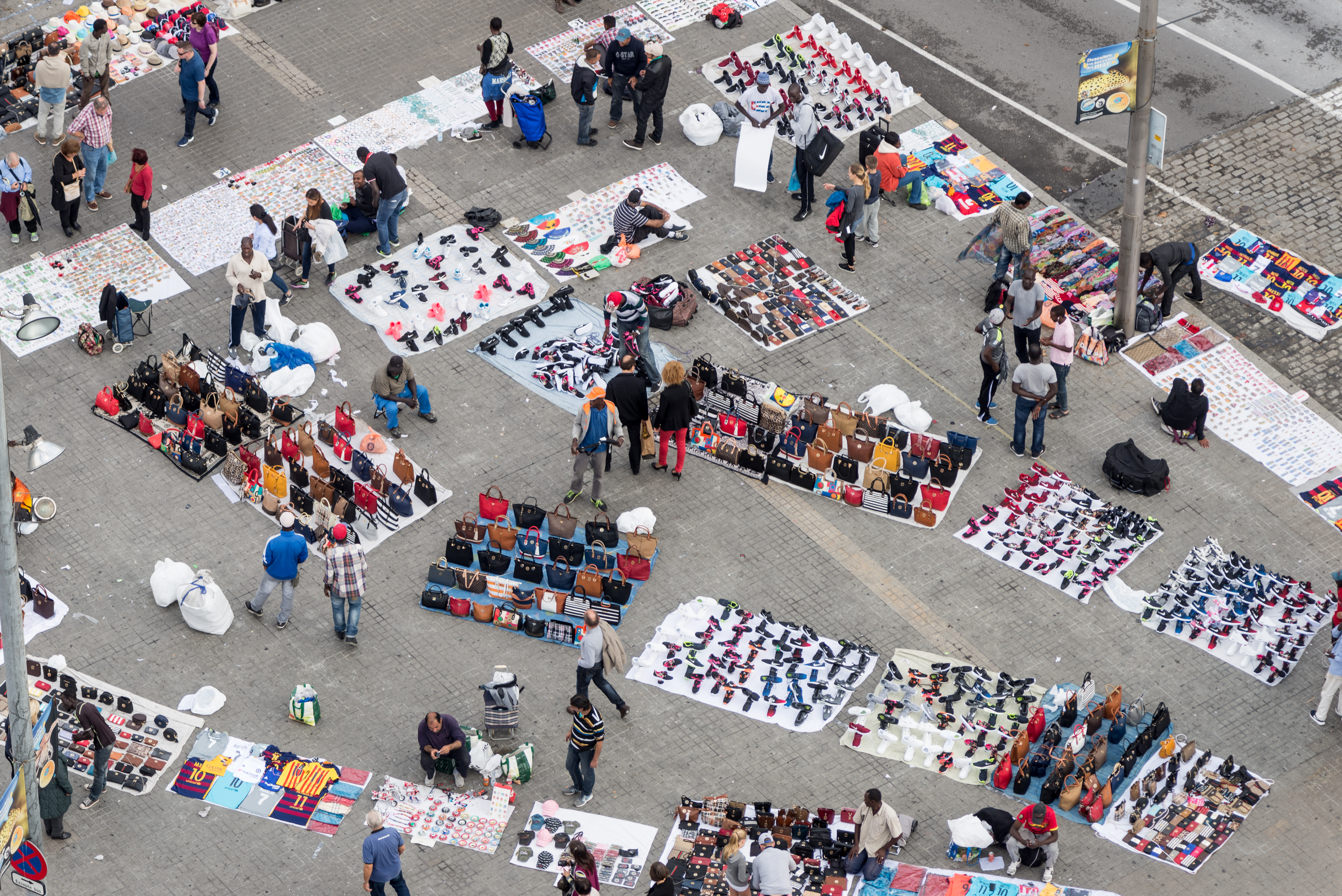
بارسلونا در ۲۰۱۵

بازار سیاه یا اقتصاد زیرزمینی (به انگلیسی: Black Market یا Underground economy) یک بازار کالا و خدمات است که بیرون از گسترهٔ پشتیبانی شدهٔ رسمی و قانونی کار می‌کند. چنین فعالیت‌هایی بیشتر در جایگاه یک مکمل برای اقتصاد رسمی شناسانده می‌شوند. برای نمونه می‌توان از بازار سیاه گوشت بوش یا بازار سیاه صلاحیت در دولت چین یاد کرد.
این بازار از بازار خاکستری en:Grey market و  بازار سفید   en:White market جدا است. 
بازار خاکستری (Grey market):
در بازار خاکستری کالاها از راه کانال‌هایی پخش می‌شوند که غیرقانونی، غیررسمی و بی‌پروانه‌اند یا ناخواسته به دست تولیدکنندگان ساخته شده‌اند.
بازار سفید (white market):
یک بازار قانونی برای کالا و خدمات است؛ بر خلاف بازار سیاه، در بازار سفید همهٔ کالاها دردسترس و موجود با قیمت واقعی می‌باشند.
مانند بازار سفید خدمات و مصالح ساختمانی

## پیشینه و هدف
رسانه‌ها از به کار بردن واژه‌ی جا‌افتاده‌ی «بازار سیاه» خودداری می‌کنند و به جای آن از لقب‌هایی بهره می‌جویند مانند:
بازارِ: زیر‌زمینی - مخفی - خاکستری - سایه‌ای - غیررسمی و غیرقانونی - پنهان - مریض - غیرقابل مشاهده - ثبت نشده - ثانویه - موازی و سیاه
این فراوانی لقب‌ها و برچسب‌های گُنگ نشان می‌دهد که ادبیات برای یافتن این منطقهٔ ناشناخته از فعالیت‌های اقتصادی دچار سردرگمی شده‌است.
تنها یک گونه بازار سیاه نیست بلکه چندین گونه بازار سیاه وجود دارد و این بازارها در همه جا هستند و می‌توانند فعالیت کنند چه در کشور‌های رو به رشد و چه در کشورهای رشد‌یافته.
افراد در فعالیت‌های زیر‌زمینی کارشان را با فریب پیش برده و از قوانین، حقوق و مقررات و اجرای کیفر از سوی دست اندرکاران دولتی می‌گریزند. گونه‌های گوناگونی از فعالیت‌های زیر‌زمینی بر اساس قوانین ویژهٔ سازمانی وجود دارد و آن‌ها را در چهار اقتصاد زیر‌زمینی می‌توان شناسایی کرد:
1. اقتصاد غیرقانونی
2. اقتصاد گزارش نشده
3. اقتصاد ثبت نشده
4. اقتصاد غیررسمی

اقتصاد غیرقانونی بر اساس درآمد به دست آمده از فعالیت‌هایی است که با نادیده گرفتن قوانین بازرگانی کار می‌کنند کنشگران زمینهٔ اقتصاد غیرقانونی در تولید، توزیع کالا‌ها و خدمات ممنوع مانند قاچاق مواد مخدر، قاچاق جنگ‌افزار و فحشا کار می‌کنند.
اقتصاد گزارش نشده در برگیرندهٔ آن دسته از فعالیت‌هایی است که در آن‌ها از قوانین اقتصادی مالیاتی سرپیچی می‌شود. به شیوهٔ خلاصه می‌توان گفت که اقتصاد گزارش نشده درآمد به دست آمده از دارایی‌های گزارش نشده برای مالیات است همچنین اقتصاد گزارش نشده از شکاف مالیاتی میان مالیات قانونی و مالیات گرد‌آمده به دست می‌آید در ایالات متحده حقوق گزارش نشده نزدیک به دو بیلیون دلار برآمده از شکاف مالیاتی ۴۵۰ تا ۵۰۰ میلیارد دلار برآورد می‌شود.
اقتصاد ثبت نشده بر پایهٔ فعالیت‌های اقتصادی است که از قوانین سازمانی، که با آگاهی از نیازمندی‌های گزارش شده از سمت آژانس‌های آماری دولتی تعریف می‌شوند، سرپیچی می‌شود به شیوهٔ خلاصه درآمد به دست آمده از اقتصاد رو‌نویسی نشده (با توجه به قوانین و قرار‌داد)، درآمدی است که باید در سامانه‌های حسابداری ملی (مانند حقوق ملی و حساب‌های تولیدی) رونویسی شود ولی رو‌نویسی نشده‌است درآمد رو‌نویسی نشده در کشورهای رو به رشد که از سامانه‌های حسابداری سوسیالیستی به سامانه‌های استاندارد ملی سازمان ملل در حال گذار هستند در جایگاه یک چالش با‌ارزش شناخته شده‌است؛ روش‌های تازه برای بر‌آورد میزان اقتصاد ثبت (بررسی) نشده ارائه شده‌است ولی توافق اندکی در مورد اندازهٔ اقتصاد کشور‌های رو به رشد وجود دارد.
اقتصاد غیررسمی en:Informal economy در برگیرندهٔ فعالیت‌های اقتصادی است که از هزینه‌ها سرپیچی کرده و از حقوق مصرح از قوانین و قواعد اداری دربارهٔ روابط مالکیتی، اجازهٔ بازرگانی، قرار‌داد‌های کاری، پشتوانه مالی و سامانه‌های تأمین اجتماعی، جدا می‌شود به شیوهٔ خلاصه اقتصاد غیررسمی درآمد برآمده از دست اندرکاران اقتصاد است که به شیوهٔ غیررسمی کار می‌کنند. بخش غیررسمی بر خلاف بخش رسمی بخشی از اقتصاد است که نه مالیات می‌پردازد و نه به دست دولت بررسی می‌شود و نه در تولید ناخالص ملی en:Gross national product هست.
در کشورهای رشد‌یافته بخش غیررسمی با آگاهی از استخدام‌های گزارش نشده پذیرش می‌شود این بخش از نگاه دولتی برای مالیات ،تأمین اجتماعی یا قوانین کار پنهان است ولی از راستا‌های دیگر قانونی است. از سوی دیگر بازار سیاه دربارهٔ بخش‌هایی در اقتصاد است که واردات غیرقانونی خرید و فروش می‌شود.

## قیمت‌گذاری
قیمت کالاها در بازار سیاه به یکی از دو گونهٔ زیر می‌باشد:
 •  شاید قیمت کالای قاچاق از قیمت قانونی آن کم‌تر باشد چرا که عرضه‌کننده کالا، مالیات و هزینهٔ تولیدی ندارد. این حالتی از اقتصاد زیر‌زمینی است که در آن بِزِه‌کاران کالاها را می‌دزدند و در قیمتی پایین‌تر از قیمت قانونی و بازاری آن به فروش می‌رسانند ولی این کالاها رسید پشتوانه، خدمات پس از فروش و مانند آن‌ها را ندارند.
 •  شاید کالای قاچاق گران‌تر از قیمت کالای قانونی باشد. به دست آوردن یا تولید این محصول دشوار است از این نگاه که یا به دست آوردن آن خطرناک است یا به شیوهٔ قانونی در دسترس نیست. مانند برخی از داروها که بسیار گران‌تر از هزینهٔ تولید آن است.
اگر میان مرزهای قضایی بازرسی کمی باشد (و یا هیچ بازرسی‌ای نباشد) بازار سیاه زمانی ساخته می‌شود که تفاوت بسیاری میان نرخ مالیات میان دو منطقه وجود داشته باشد یا این‌که کالا در یک سمت مرز قانونی و در سمت دیگر غیرقانونی به شمار برود. از محصول‌هایی که به این شیوه قاچاق می‌شوند می‌توان به الکل و تنباکو اشاره کرد؛ البته همه‌ی بازرگانی‌های مرزی به شیوهٔ غیرقانونی نیست.

## تجارت کالا و خدمات
بعضی از نمونه‌های اقتصاد زیر زمینی در کشورهای در حال توسعه به صورت زیر می‌باشد.
| بزرگترین بازار سیاه               | برآورد سالیانه ارزش بازار (میلیارد دلار) |
| --------------------------------- | ---------------------------------------- |
| مجموع                             | ۷۶۹                                      |
| حشیش                              | ۱۴۲                                      |
| فحشا                              | ۱۰۸                                      |
| فناوری تولید تقلبی                | ۱۰۰                                      |
| داروهای وابسته به مواد مخدر تقلبی | ۷۵                                       |
| داروهای تجویزی تقلبی              | ۷۳                                       |
| کوکائین                           | ۷۰                                       |
| تریاک و هروئین                    | ۶۵                                       |
| دزدیهای ویدئویی                   | ۶۰                                       |
| سرقت نرم‌افزاری                    | ۵۳                                       |
| قاچاق سیگار                       | ۵۰                                       |

### اندام‌های زیستی
نوشتار اصلی:تجارت اعضای بدن en:Organ trade

### ارائه دهندگان حمل ونقل
بازار سیاه در زمینه حمل ونقلen:Organ tradeزمانی ایجاد می‌شود که وسایلی مانند تاکسی، اتوبوس و سایر خدمات حمل ونقل به شدت توسط دولت تنظیم شده باشد یا در انحصار دولت باشد.
در برخی از شهرهای ایالت آمریکا ورود تاکسی از طریق سیستم مدالیون محدود شده‌است به این صورت که تاکسی باید مجوز خاصی را دریافت کند و ان را از طریق مدالیون خود به دیگران نمایش دهد این امر باعث می‌شود یک بازار غیرقانونی برای فروش مدالیون‌ها ایجاد شود اگر چه در بسیاری از حوزه‌های قضایی خریدو فروش این مدالیون‌ها غیرمجاز نیست به عنوان مثال در بالتیمور و مریلند اصلاً این موضوع غیرعادی نیست که افراد به صورت غیرقانونی خدمات تاکسی را به ساکنان شهر ارائه دهند

### تجارت غیرقانونی داروها

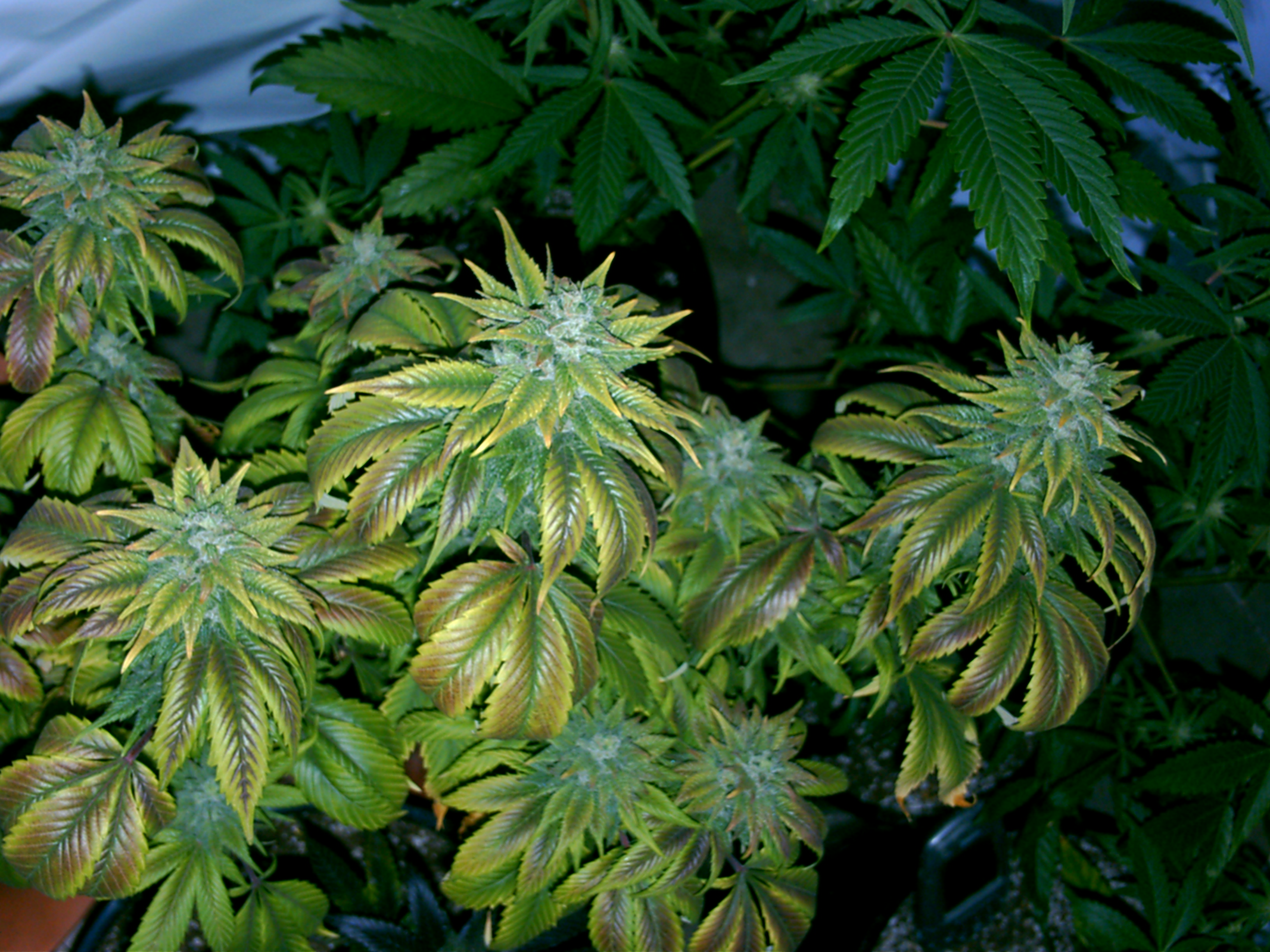
درایالات متحده آمریکا حشیش به محصول پول نقد معروف شده‌است

en:Illegal drug tradeاز اواخر قرن ۱۹ و اوایل قرن ۲۰ بسیاری از کشورها ممنوعیت نگهداری و استفاده از داروهای روان گردان را شروع کردند از جمله جنگ با مواد مخدر در ایالات متحده آمریکا، با این وجود بسیاری از مردم از این داروها ی غیرقانونی استفاده می‌کنند و بازار سیاه برای عرضه ی این مواد ایجاد شده‌است قوانین اجرایی زیادی در این زمینه وجود دارد که از چنین بازارهایی جلوگیری می‌کند ولی تقاضای بالا برای این مواد و همچنین سود بسیار زیادی که گروه‌های سازمان یافته غیرقانونی از این کار بدست می‌آورند باعث عرضه این مواد شده‌است. به گزارش سازمان ملل متحد ارزش بازار خرده فروشی مواد مخدر۳۲۱٫۶ هزار میلون دلار است مأموران اجرای قانون مقدار کمی از مواد مخدر را کشف و توقیف می‌کنند اما تقاضای زیاد و پایدار این مواد باعث شده که کاهش عرضه، افزایش قیمت ایجاد کند و باعث تشویق شدن توزیع کنندگان جدید برای ورود به بازار می‌شود
در بریتانیا و ایرلند استفاده از مواد مخدر غیرقانونی نیست اما نگهداری ان خلاف قانون است این موضوع باعث یک پیامد ناخواسته می‌شود به این صورت که فرد مجرم هنگام مشاهده خطر، مدرک را قورت می‌دهد و انگار جنایتی مرتکب نشده‌است.

### فحشا
فحشاen:Prostitution در بسیاری از کشورهای جهان غیرقانونی است یا به شدت تنظیم شده
این یک مطالعه کلاسیک از اقتصاد زیر زمینی است. تقاضای زیاد و مداومی توسط کاربران و همچنین پرداختهای بالایی در آن وجوددارد و کاربران در این زمینه دارای تمایل و قدرت زیاد اما تجربه کم هستند.
اگر چه فحشا در هر کشوری وجود دارد ولی مطالعات انجام شده نشان می‌دهد که در کشورهای فقیر تر رشد و نمو ان بیشتر است همچنین در مناطقی که افراد مجرد در ان زیاد است از جمله در اطراف پایگاه‌های نظامی
فحشا در بازار سیاه به روش‌های مختلفی وجود دارد در بعضی از کشورها از جمله هلند فحشا به صورت قانونی وجود دارد اما توسط قانون محدود شده‌است فحشای غیرقانونی ان دسته از سرویس‌هایی می‌باشد که ارزان ترند ولی به خواسته‌های قانون توجهی از جمله بررسی سلامتی و داشتن حداقل وسایل لازم و ضروری و غیره توجهی ندارند
در بعضی از کشورهای دیگر از جمله نیکاراگوئه که فحشا در ان به صورت قانونی تنظیم شده، اگر تشخیص داده شود که روسپی‌گری باعث افزایش فحشا در کودکانen:Child prostitution می‌شود هر دو در هتل اقامت می‌گزینند.

### تسلیحات
نوشته اصلی: قاچاق اسلحهen:Arms trafficking •  قانون‌گذاران در بسیار از کشورها مالکیت سلاح‌های شخصی را ممنوع یا محدود کرده انداین محدودیت می‌تواند درجات متفاوتی داشته باشد از چاقو گرفته تا سلاح گرم؛ سلاح زمانی از طریق بازار سیاه عرضه می‌شود که نمی‌توان ان را به صورت قانونی بدست آورد یا برای بدست آوردن ان به صورت قانونی باید مجوز دریافت کرد و برای ان باید هزینه پرداخت کرد. •  منبع این اسلحه‌ها که غیرقانونی خرید و فروش می‌شود به این صورت است که یا از کشورهایی که خرید و فروش اسلحه مجاز است خرید یا دزدی می‌شود یا از طریق دزدیدن از تولیدکنندگان اسلحه بدست می‌آید و به منظور اهداف گناه کارانه و فعالیت‌های غیرقانونی یا حتی ایجاد یک کلکسیون اسلحه •  در انگلستان اسلحه‌هایی ایجاد شده‌است که فقط برای شکار حیوانات می‌باشد این سلاح‌ها ممکن است در منازل نگهداری شود ولی باید توسط پلیس محلی ثبت و در مکانی خاص نگهداری شود. بعضی از افراد که شرایط گرفتن مجوز را ندارند از طریق بازار سیاه به خرید اسلحه اقدام می‌کنند برای مثال کسی که سابقه ارتکاب به یک جرم جنایی را داشته باشد هر چند که سابقه ان جزئی باشد اما نمی‌تواند مجوز برای سلاح دریافت کند

### الکل وتنباکو
- گزارش شده‌است که توقیف یک کامیون حامل سیگار از یکی از ایالت‌های با مالیات پایین در آمریکا به ایالتی دیگر با مالیات بالا می‌تواند سودی برابر ۲ میلیون دلار ایجاد کند
- ایالت‌های با مالیات پایین ان دسته از تولیدکنندگان بزرگ توتون و تنباکو می‌باشند که نسبت به افزایش مالیات بسیار بی میل هستند
- ایالت کارولینای شمالی در نهایت با افزایش مالیات برای هر بسته سیگار بیست تایی از ۵ سنت به ۳۵ سنت موافقت کرد؛ اگر چه این مالیات هنوز بسیار پایین‌تر از میانگین ملی ان است اما کارولینای جنوبی تاکنون از پذیرش حتی هفت سنت در هر بسته سیگار که کمترین میزان در ایالات متحده آمریکا است خود داری کرده
- در انگلستان گزارش شده‌است که ۲۷٪ از سیگار و ۶۸٪ از تنباکوی مورد نیاز از طریق بازار سیاه خریداری می‌شود

### تکثیر رسانه
دستفروشان فیلم‌ها و سی دی‌های آهنگ و نرم‌افزار‌های کامپیوتری را حتی قبل از انتشار رسمی آن‌ها با تخفیف بسیار زیادی به فروش می‌رسانند این موضوع در کشورهایی دیده می‌شود که قوانین حق تکثیر در آن‌ها به صورت جدی اجرا نمی‌شود مانند آسیا و آمریکای لاتین
یک فرد جعل‌کننده تنها با چند صد دلار می‌تواند کپی‌هایی اجاد کند که از نظر دیجیتالی کاملاً شبیه به نمونه اصلی خود بوده و هیچ گونه تغییری در کیفیت ان ایجاد نشده‌است. وجود سی دی رایتر و دی وی دی رایترهای پیشرفته و همچنین دسترسی راحت و گسترده به کرک‌های کپی رایت شده از طریق اینترنت تکثیر رسانه‌ها را راحت‌تر و ارزان‌تر کرده‌است.
ثابت شده که مبارزه با دارندگان کپی رایت از طریق قانون بسیار مشکل است چرا که توزیع ان به صورت دست به دست می‌باشد و این توزیع بسیار گسترده‌است و به این صورت نیست که یک ابرقدرت وجود داشته باشد و با دستگیری ان این بازار از بین برود
از آنجا که اطلاعات دیجیتالی بدون هیچ افت کیفیتی می‌توانند چندین بار تکثیر گردند و همچنین به خاطر اینکه توزیع آن‌ها نیاز به هیچ هزینه‌ای ندارد (از طریق اینترنت) و زمان کمی برای توزیع ان نیاز است در نتیجه ارزش بازار زیر زمینی ان صفر می‌باشد و از این جهت با تمام فعالیت‌های اقتصادی زیر زمینی متفاوت است.
نظر مردم دربارهٔ حق تکثیر نسبت به جرم‌های دیگر متفاوت است؛ به عنوان مثال اکثر مردم به سرقت خودرو به عنوان یک جرم بزرگ نگاه می‌کنند اما بدست آوردن نسخه‌های غیرقانونی موسیقی و فیلم و بازی از نظر آن‌ها جرم و جنایت محسوب نمی‌شود.
همچنین نگاه کنید به en:Copyright infringement

### جرم‌های سازمان یافته
این نوع جرم و جنایت‌ها معمولاً در پشت یک کسب و کار قانونی پنهان می‌شود

### پول
نوشتار اصلی: نرخ ارز ثابت en:Fixed exchange rate
پول در شکل واقعی خود (سکه و کاغذ) در بازار سیاه معامله می‌شود که این به دلیل یا دلایل زیر می‌باشد.
1. نرخی که دولت برای تبدیل واحد پولی خود به واحد پول کشور دیگری انتخاب می‌کند (نرخ تبدیل) منعکس‌کننده ارزش بازاری واقعی ان نباشد
2. اگر یک دولت داشتن مقدار زیادی از پول دیگر کشورها را برای افراد ممنوع یا محدود کند
3. وجود مالیات دولت برای مبادله ارز محلی با ارزهای خارجی در یک جهت یا دو جهت (یا فقط از خریداران ارز محلی مالیات دریافت شود ویا فروشندگان ارز محلی هم برای فروش ارز خود مالیات دریافت کنند)
4. زمانی که پول تقلبی استen:Counterfeit money
5. اگر پول بدست آمده غیرقانونی باشد برای آنکه بتوان از ان استفاده کرد نیاز به پولشویی دارد

در شرایط بی‌ثباتی مالی و تورم افراد ممکن است یک ارز خارجی را جایگزین ارز داخلی خودکنند؛ دلار آمریکا به عنوان یک ارز نسبتاً پایدار و ایمن تلقی می‌شود و اغلب کشورها از ان به عنوان ارز دوم استفاده می‌کنند.
اعتقاد بر این است که در حال حاضر ۳۴۰ میلیارد دلار در حدود ۳۷ در صد از کل پول ایالات متحده در حال گردش خارج از کشور است.
انتشار جانشینی واحد پولی آمریکا به جای واحدهای پولی محلی defacto dollarization نامیده می‌شود
این جانشینی واحد پولی در کشورهای در حال انتقال و همچنین در بعضی از کشورهای آمریکای لاتین دیده شده‌است.
در بعضی از کشورها مانند اکوادور واحد پولی خود را تغییر داده‌اند و هم‌اکنون از دلار آمریکا به عنوان واحد پولی استفاده می‌کنند، این کار اساساً به خاطر یک دلیل شناخته شده به نام de jure dollarization  می‌باشد.
اگر برای افراد یک کشور بدست آوردن یک ارز خارجی مشکل یا غیرقانونی باشد باید برای بدست آوردن ان حق‌العملی بپردازند
ارز ایالات متحده آمریکا به عنوان یک ارز باارزش نسبتاً ثابت مشاهده شده و جریان حجم کاغذی ان تغییری نداشته‌است همچنین این ارز به عنوان یک ارز مناسب برای تبدیل پول‌های بدست آمده از طریق معاملات غیرقانونی و درامدهای گزارش نشده چه در ایالات متحده و چه در خارج کشور می‌باشد.

### سوخت
در یورو en:Euroخرید سوخت توسط یک فرد یا یک شرکت در یکی از اتحادیه‌ها برای استفاده شخصی دیگران در اتحادیه دیگر از آنجا غیرقانونی محسوب نمی‌شود
اما مثل کالاهای دیگر مالیات توسط خریدار نهایی و در محل اصلی که خریدار خرید خود را انجام می‌دهد قابل پرداخت خواهد بود.
مخازن بنزین معمولاً برای پخت‌وپز و همچنین برای گرم کردن اب از اکوادور به کلمبیا قاچاق می‌شود. قیمت یک بشکه بنزین در اکوادور ۲٫۵ دلار است در حالی که که قیمت همان بشکه در کلمبیا ۱۰ دلار است.
بازار سیاه بنزین و سوخت دیزل اغلب در بین جمهوری ایرلند و ایرلند شمالی دیده می‌شود. جهت قاچاق بر حسب تغییر درنرخ ارزبین یورو و پوند استرلینگ و همچنین مقدار مالیات می‌تواند تغییر کند در واقع گاهی مواقع سوخت دیزل از یک طرف وبنزین از طرف دیگر قاچاق می‌شود.
در بعضی از کشورها سوخت دیزل برای وسایل نقلیه کشاورزی و خانگی نسبت به وسایل حمل و نقل دیگر شامل مالیات کمتری می‌شود با توجه به این که به این سوخت مواد رنگی اضافه می‌شود به |سوخت رنگی | معروف شده‌است (مثلاً در بریتانیا رنگ قرمز و در ایرلند به رنگ سبز می‌باشد)
دلیل رنگی کردن سوخت این می‌باشد که بتوان تشخیص داد که وسایل دیگر از سوخت مورد نظر خود استفاده کرده باشند که مالیات بیشتری را طلب می‌کند
با این حال صرفه جویی در مصرف سوخت دیزل در بخش حمل و نقل کشاورزی باعث ایجاد یک بازار سیاه در این زمینه می‌شود؛ در سال ۲۰۰۷ تخمین زده شد که حدود ۳۵۰ میلیاد دلار دولت بریتانیا در این زمینه کاهش در درآمد باقلوه خود داشته‌است.

## آشکار و پنهان بودن
اگر یک کالای اقتصادی en:Economic goodغیرقانونی باشد اما زیان‌های ان برای عده‌ای از مردم آشکار نشده باشد، ممنوعیت الکل در ایالات متحدهدر نتیجه بازار سیاه رونق پیدا خواهد کرد و افرادی که در بازار سیاه کار می‌کنند سودهای زیادی بدست خواهند آورد
برخی دربارهٔ از بین بردن ممنوعیت بعضی از کالاها ی غیرقانونی مانند ماری جوانا از طریق قانونی کردن تولیدات بحث می‌کنند
این امر از نظر آنان:
- باعث کاهش جریان نقدی غیرقانونی می‌شود و در صورت انجام عملکرد دیگر فعالیت‌های مالی مضر تری ایجاد می‌شود
- اجازه می‌دهد که کیفیت و ایمنی کالاهای معامله شده کنترل شود و باعث کاهش صدمه به مصرف‌کنندگان می‌شود
- جازه می‌دهد که این کالاها نیز شامل مالیات شوند و یک منبع درآمد ایجاد می‌کند
- باعث بهبودی وضعیت دادگاه و خالی شدن فضای زندان و صرفه جویی در پول مالیات دهندگان می‌شود

## مثال‌های جدید

### جنگ‌ها
زمان ایجاد جنگ در بسیاری از کشورها بازار سیاه ایجاد می‌شود؛ کشورهایی که درگیر جنگ تمام عیار هستند باید برای استفاده از منابع حیاتی خود برای ادامه جنگ محدودیت‌هایی را قایل شوند این منابع حیاتی شامل غذا، بنزین، مواد سوختنیen:Gasoline، چوب en:Rubber، فلز و غیره می‌شود این محدودیت‌ها عموماً از طریق سهمیه بندی ایجاد می‌شود و در نتیجه بازار سیاه برای عرضهٔ کالاهای سهمیه بندی شده با قیمت گزاف توسعه می‌یابد
سهمه بندی و کنترل قیمت در بسیاری از کشورها در طول جنگ جهانی دوم باعث تشویق فعالیت‌های بازار سیاه شد
یکی از منابع بازار سیاه در زمان سهمیه بندی جنگ از طریق کشاورزان ایجاد شده بود به این صورت که کشاورزان تعداد زادو ولد حیوانات اهلی خود را کمتر از مقدار واقعی به وزارت مواد غذاییen:Military Payment Certificate اعلام می‌کنند
و نمونهٔ دیگر در بریتانیا وجود تجهیزات آمریکا در آنجا بود؛ این تجهیزات فقط برای استفاده ارتش آمریکا در زمین بریتانیا بود اما به بازار سیاه محلی بریتانیا نفوذ کرده بود
اگر یک فرد غیرنظامی چیزی بخواهد که بدست آوردن ان مشکل باشد فرد می‌تواند کالا را با دو برابر قیمت واقعی اش خریداری کند؛ سربازان که به وسیله کارت سهمیه بندی ماهیانه به بازار نظامی دسترسی دارند به صورت غیرقانونی کالاهای خود را در بازار سیاه به فروش می‌رسانند.

### بازار سیاه پول در هند
اطلاعات بیشتر :پول سیاه در هندen:Indian black money، اقتصاد هند[[:en:Indian Economy#Corruption|]] فساد در هند en:Indian Economy#Corruption
وضعیت بازار سیاه پول در هند یک مسئله همه‌گیری است در حال حاضر هند در صدر لیست پول غیرقانونی در سراسر جهان است تقریباً ۱٫۴۵۶ هزارمیلیارد دلار در بانک‌های سوئیس وجوددارد که مخفی بوده و حساب نشده‌است. طبق اطلاعات ارائه شده توسط انجمن بانکداری سوئیس هند بیشترین مقدار پول سیاه را نسبت به بقیه جهان دارد. حساب هند در بانک سوئیس سیزده برابر بدهی‌های ملی این کشور است و اگر این پول سیاه توقیف و به کشور بازگردانده شود هند دارای پتانسیل برای تبدیل شدن به یکی از ثروتمندترین کشورهای جهان است.

### تحریم در ایالات متحده
نوشته اصلی: ممنوعیت الکل در ایالات متحدهen:Prohibition in the United States

#### الکل
همچنین نگاه کنید: سن قانونی خرید مشروبات الکلی en:Legal drinking age
یک نمونهٔ بارز از ایجاد بازار سیاه ممنوعیت خوردن الکل از سال ۱۹۲۰ در ایالات متحده است که یک تجارت سود اور را برای اتحادیه صنفی در بازار سیاه به وجود آورد بیشتر مردم فکر نمی‌کردند نوشیدن الکل برای آن‌ها (چه خریداران و چه فروشندگان) همان قدر مضر باشد که برای معتادان به الکل است بنابراین رونق غیرقانونی محل فروش مشروبات الکلی و سازمان‌هایی مانند مافیا از طریق بازار سیاه باعث لغو قانون ممنوعیت شد
اگر چه ممنوعیت در سال ۱۹۳۳ به پایان رسید ولی هنوز منع نوشیدن الکل تا سن ۲۱ سالگی تقریباً در تمام کشورهای عضو در مقایسه با دیگر کشورهای صنعتی وجود داشت اما همچون قبلی این قانون نیز به‌طور گسترده‌ای اما مخفیانه مورد سرپیچی قرار گرفت
اگر چه منابع اجتماعی عرضه مشروبات الکلی را به افراد زیر سن قانونی ممنوع اعلام کردند اما بعضی از کافه‌ها و فروشگاه‌ها آگاهانه در خدمت فروش مشروبات به افراد زیر سن قانونی هستند و حتی بعضی با پلیس‌های محلی زد و بند کرده‌اند
از آنجا که ماده مورد یعنی الکل برای افراد بالای ۲۱ سال قانونی است می‌توان ان را به عنوان یک بازار خاکستری به جای بازار سیاه در نظر گرفت

#### استعمال دخانیات
این اثر به همین ترتیب امروزه دیده می‌شود یعنی زمانی که حوزه‌های قضایی سیگار کشیدن را در کافه‌ها و رستوران‌ها ممنوع کردندen:Smoking ban به یک معنا مالک یا فروشنده یک فروشنده غیرمجاز نیست زیرا فروش توتون و تنباکو برای او نسبت به سود فروش الکل ضروری نبوده و ناچیز است این موضوع در حوزه‌های قضایی ایالات متحده از جمله کالیفرنیا و فیلادلفیا و یوتا سیاتل، واشینگتن اوهایو واشینگتن بسیار شایع است.

## مطالعات بیشتر
- Agorismen:Agorism
- Counter-economicsen:Counter-economics
- Informal economyen:Informal economy
- Grey marketen:Grey market
- Silk Road en:Silk Road (marketplace)
- Business ethicsen:Business ethics
- Wide boyen:Wide boy
- Household electricity approachen:Household electricity approach
- Unreported employmenten:Unreported employment
- Hunger's Roguesen:Hunger's Rogues